# Стенверк
Стенве́рк (фр. Steenwerck) — коммуна во Франции, регион О-де-Франс, департамент Нор, округ Дюнкерк, кантон Байёль. Расположена в 25 км от Лилля и 55 км от Дюнкерка. Через территорию коммуны проходит автомагистраль А25. В 2 км к северо-востоку от центра коммуны находится железнодорожная станция Стенверк линии Лилль-Кале.
Население (2017) — 3 673 человека.

## Достопримечательности
- Музей сельской жизни, в котором выставлены предметы быта фламандской деревни середины XIX — середины XX веков
- Церковь Святого Иоанна Крестителя. Построена в 1923 году в романо-византийском стиле на месте разрушенной во время Первой мировой войны церкви XII века
- Церковь Богоматери Скорбящей (Notre-Dame des Sept Douleurs) середины XIX века
- Фламандский дом в неоготическом стиле
- Здание мэрии 1856 года

## Экономика
Структура занятости населения:
- сельское хозяйство — 15,7 %
- промышленность — 16,1 %
- строительство — 15,1 %
- торговля, транспорт и сфера услуг — 29,4 %
- государственные и муниципальные службы — 23,8 %

Уровень безработицы (2017) — 9,5 % (Франция в целом — 13,4 %, департамент Нор — 17,6 %). 

Среднегодовой доход на 1 человека, евро (2017) — 22 310 (Франция в целом — 21 110, департамент Нор — 19 490).

## Демография
Динамика численности населения, чел.

## Администрация
Пост мэра Стенверка с 2008 года занимает Жоэль Дево (Joël Devos). На муниципальных выборах 2020 года возглавляемый им центристский список был единственным.
| Период | Период | Фамилия       | Партия        | Примечания               |
| ------ | ------ | ------------- | ------------- | ------------------------ |
| 1959   | 2008   | Морис Деклерк |               | врач                     |
| 2008   |        | Жоэль Дево    | Разные правые | государственный служащий |

## Города-побратимы
- Хемер, Германия

## Галерея

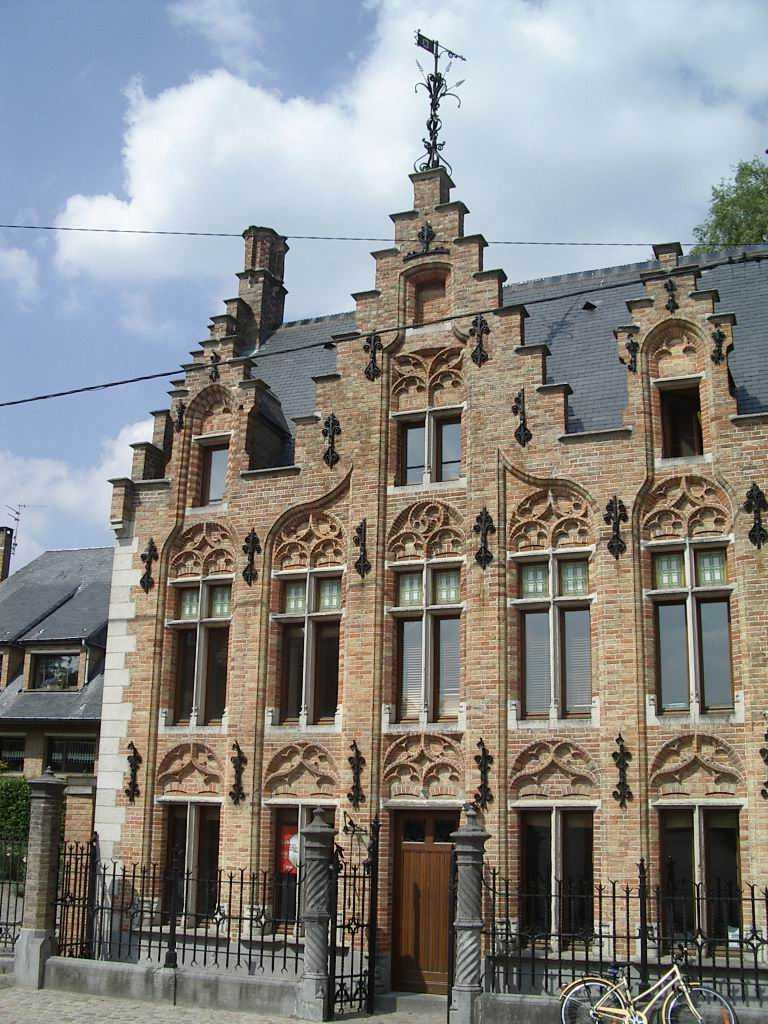
Фламандский дом во неоготическом стиле
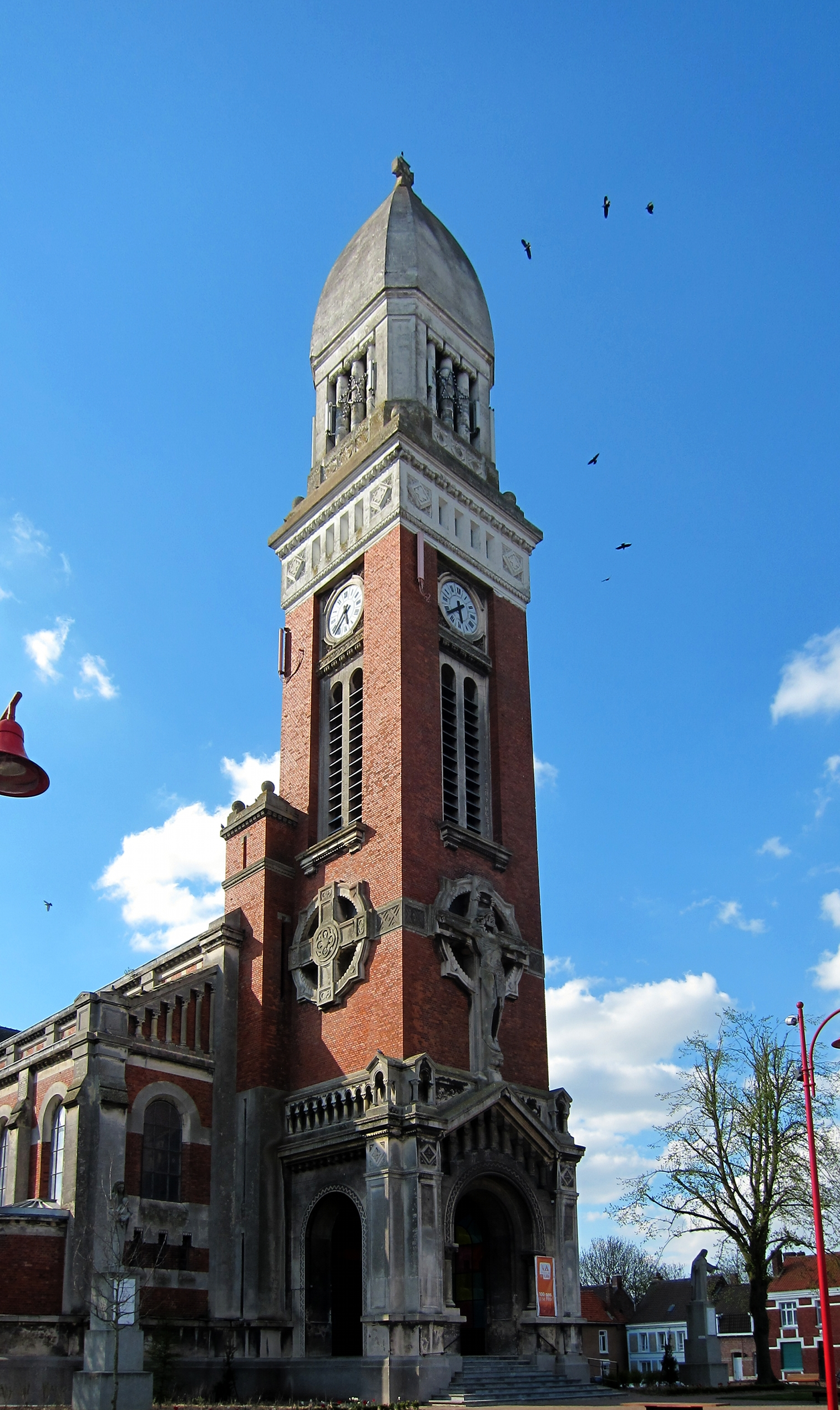
Колокольня церкви Святого Иоанна
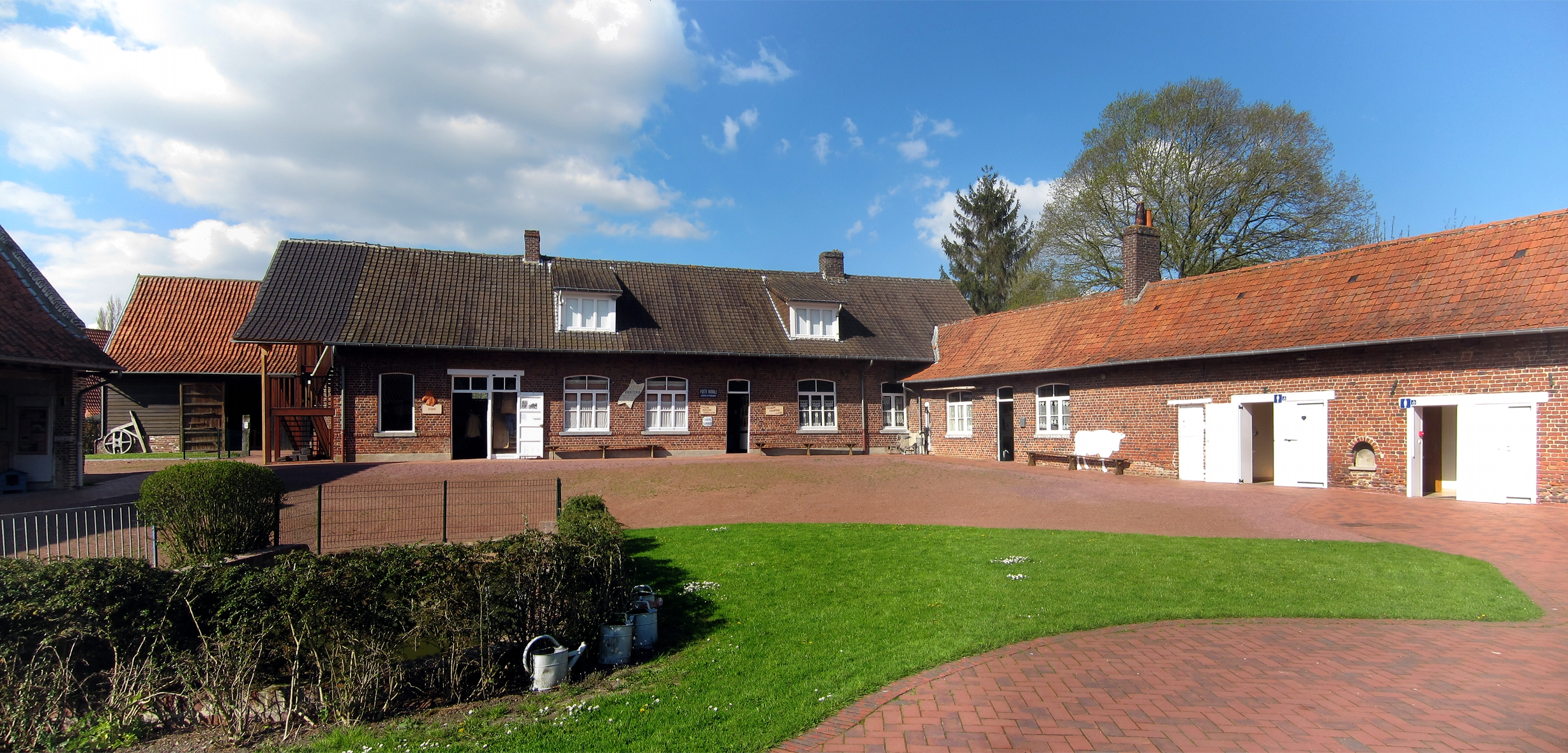
Музей сельской жизни

1. 1 2  база данных о французских коммунах — Национальный географический институт Франции, 2015.